# Риелло, Микеле
Микеле Риелло (итал. Michele Riello, 4 октября 1894 — 13 июня 1971) — итальянский шахматист, национальный мастер.
Неоднократный участник национальных чемпионатов.
В составе сборной Италии участник шахматной олимпиады 1937 г. Выступал на 2-й доске. В базах есть 5 партий из этого соревнования: ничья с Л. Сабо (Венгрия), поражения от Р. Файна (США), Э. Бёка (Финляндия), Я. Фолтыса (Чехословакия) и С. Ландау (Нидерланды).
Помимо перечисленных выше соревнований, участвовал также в международном турнире в Милане (1938 г.) и турнире итальянских мастеров (1950 г.).